# Thalamy
 Thalamy  (en occitano Talamin) es una comuna y población de Francia, en la región de Lemosín, departamento de Corrèze, en el distrito de Ussel y cantón de Bort-les-Orgues.
Su población en el censo de 2008 era de 95 habitantes.
Está integrada en la Communauté de communes de Plateau Bortois .

## Demografía
| 120 | 128 | 117 | 98 | 92 | 85 | 95 |
| Para los censos de 1962 a 1999 la población legal corresponde a la población sin duplicidades (Fuente: INSEE [Consultar]) |     |     |    |    |    |    |